# Vandale (langue)
Cet article concerne la langue vandale. Pour le peuple vandale, voir Vandales.
 (août 2024).
Si vous disposez d'ouvrages ou d'articles de référence ou si vous connaissez des sites web de qualité traitant du thème abordé ici, merci de compléter l'article en donnant les références utiles à sa vérifiabilité et en les liant à la section « Notes et références ».
Le vandale était une langue germanique probablement liée au gotique, parlée par le peuple vandale.

## Origines
Originaires de Scandinavie, les Vandales sont repoussés par les Goths en Europe centrale, d'où ils se dirigeront, au début des invasions barbares, vers le sud de l'Espagne (atteinte en 409), aux côtés des Suèves et des Alains. La région Andalousie leur doit peut-être son nom. Ils s'y installent comme fédérés de Rome sous leur roi Gondéric, avant de passer en Afrique du Nord (429) en Berbérie sous leur roi Geiséric, pressés par les Wisigoths. Leur royaume en Afrique romaine, fondé en 439 (prise de Carthage, qui devient leur capitale), sera par la suite détruit lors de la reconquête byzantine orchestrée par l'empereur Justinien entre 533 et 534. Le royaume vandale a connu un processus de romanisation, avant que ses sujets ne soient absorbés par la population nord-africaine surtout en Tunisie et en Algérie.

## Description
Cette langue est fort peu connue. On sait seulement qu'elle fait partie du groupe des langues germaniques orientales, étroitement liée au gotique. 
Un fragment de vandale apparaît dans un poème méprisant écrit en latin autour du VIe siècle et intitulé De conviviis barbaris : 
- Inter eils Goticum scapiamatziaiadrincan
- Non audet quisquam dignos educere versus.
- (« Parmi les Goths eils scapiamatziaiadrincan,
- On n'ose pas produire des vers dignes. »)

La partie de ce poème en vandale est compréhensible et semble correspondre au gotique 𐌷𐌰𐌹𐌻𐍃 𐍃𐌺𐌰𐍀𐌾𐌰𐌼 𐌼𐌰𐍄𐌾𐌰𐌽 𐌾𐌰𐌷 𐌳𐍂𐌹𐌲𐌺𐌰𐌽 / Hails ! Skapjam matjan jah drigkan !, dont le sens est « Salut ! Prenons de la nourriture et buvons ! ». 
La seule autre phrase connue en vandale est Froia arme, qui signifie « Seigneur, prends pitié » et correspond au grec ancien Κύριε ἐλέησον / Kúrie eléêson.